# Suzanne Drouet-Réveillaud
Suzanne Drouet-Réveillaud, née le 2 mars 1885 à Paris 11e et morte le 28 mars 1970 à Saint-Maurice, est une artiste peintre orientaliste française.

## Biographie
Petite-fille du sculpteur Charles Cordier (1827-1905), Suzanne Cordier fait partie des premières femmes admises aux Beaux-Arts de Paris. Elle étudie sous la direction de Ferdinand Humbert et a pour camarades Marcelle Ackein et Aline de Lens.
Elle expose au Salon des artistes français dès 1910, y remporte une médaille d'argent en 1921 et obtient des prix de la Société coloniale des artistes français lui offrant une bourse pour la Tunisie en 1919, puis pour le Maroc en 1923. Elle épouse André Réveillaud, contrôleur civil de Meknès puis avocat à Fès et écrivain. Elle séjourne au Maroc jusqu'en 1950, habitant la médina de Fès.
C'est dans ce pays qu'elle réalise la plus grande partie de son œuvre. Elle participe à plusieurs expositions à la galerie Derche de Casablanca avec les peintres Marcel Vicaire et Jean Baldoui de 1929 à 1931 où son œuvre est saluée par les critiques de l'époque. En 1954, elle obtient un prix lui permettant de se rendre au Cameroun. Elle parcourt le pays en rapportant des toiles représentant des villages reculés et des portraits de femmes de différentes tribus. Elle entreprend ensuite en 1960 un voyage en cargo qui la conduit jusqu'en Chine et au Japon, puis un autre au Mexique en 1963, en avion cette fois, rapportant de ces pays de nouvelles toiles témoignant toutes de sa très grande maîtrise de l'usage des couleurs.
Elle était membre du Salon des indépendants et, outre sa signature habituelle, signait parfois ses toiles « Drouet-Cordier ».